# Lycoriella lagenaria
Lycoriella lagenaria är en tvåvingeart som beskrevs av Yang, Zhang och Yang 1995. Lycoriella lagenaria ingår i släktet Lycoriella och familjen sorgmyggor.
Artens utbredningsområde är Zhejiang (Kina). Inga underarter finns listade i Catalogue of Life.